# 邓文林
邓文林（羅馬化：Lev Shonovich Dang；1993年8月13日—），是越南的一位足球運動員。在場上司職守門員。現效力於越南足球甲級聯賽球队平定。他也代表越南國家足球隊參加比賽。
邓文林出生于俄罗斯莫斯科，父亲为越南人，母亲为俄罗斯人，少年时期在莫斯科斯巴达克和莫斯科迪纳摩青年队接受足球训练。邓文林最为突出的特点是其身高和臂展。

## 職業生涯
2019年，鄧文林加盟泰國足球超級聯賽的蒙通聯足球俱樂部。

## 外部連結
- Soccerway資料庫：邓文林  （英文）
- transfermarkt （页面存档备份，存于）